# Zeugophora medvedevi
Zeugophora medvedevi is een keversoort uit de familie halstandhaantjes (Megalopodidae). De wetenschappelijke naam van de soort werd in 2002 gepubliceerd door Igor Lopatin.